# تپه‌های خرمه
تپه‌های خرمه مربوط به دوره ایلخانی - دوره تیموریان است و در شهرستان خرم بید، بخش مرکزی، دهستان خرمی، ۵۰۰ متری شرق امامزاده شهداء واقع شده و این اثر در تاریخ ۲۶ اسفند ۱۳۸۶ با شمارهٔ ثبت ۲۱۸۹۳ به‌عنوان یکی از آثار ملی ایران به ثبت رسیده است.کاشف این اثار منحصر بفرد فارس شناس جوان جابر حیدری فرد است که انها کشف کرد و گزارش نمود . 